# Inspektorat Graniczny Straży Celnej „Suwałki”
Inspektorat Straży Celnej „Suwałki” – jednostka organizacyjna Straży Celnej pełniąca służbę ochronną na granicy polsko-niemieckiej w latach 1921–1927.

## Formowanie i zmiany organizacyjne
Na wniosek Ministerstwa Skarbu, uchwałą z 10 marca 1920 roku, powołano do życia Straż Celną. Od połowy 1921 roku jednostki Straży Celnej rozpoczęły przejmowanie odcinków granicy od pododdziałów Batalionów Celnych. Proces tworzenia Straży Celnej trwał do końca 1922 roku. Inspektorat Straży Celnej „Suwałki”, wraz ze swoimi komisariatami i placówkami granicznymi, znalazł się w podporządkowaniu Dyrekcji Ceł „Wilno”. W 1926 roku w skład inspektoratu wchodziło 5 komisariatów i 34 placówki Straży Celnej. 
W latach 1927/1928 Inspektorat Straży Celnej „Suwałki” został rozwiązany i przekazał rejon ochranianej granicy państwowej pod jurysdykcję Korpusowi Ochrony Pogranicza, a konkretnie batalionowi KOP „Suwałki”, a jednostki organizacyjne Straży Celnej podległe Dyrekcji Ceł w Wilnie uległy likwidacji. Pełniący służbę w rozwiązanych jednostkach granicznych funkcjonariusze SC zostali przeniesieni do służby w Urzędach Celnych lub w innych jednostkach Straży Celnej na terenie kraju.

## Służba graniczna
Inspektorat ochraniał granicę państwową od trójstyku Polski, Litwy i Prus wschodnich do Jankielówki.
Sąsiednie inspektoraty
- KOP ⇔ Inspektorat Straży Celnej „Grajewo”

## Funkcjonariusze inspektoratu
Obsada personalna w 1927:
- kierownik inspektoratu – komisarz Stanisław Matera
- pomocnik kierownik inspektoratu – podkomisarz Karol Opałko
- funkcjonariusze młodsi:

przodownik Michał Downar (252)
przodownik Edmund Karwacki (8)
starszy strażnik Paweł Królak (35)
strażnik Roman Pawlikowski (117)

## Struktura organizacyjna
Organizacja inspektoratu w 1926 roku:
- komenda – Suwałki
- komisariat Straży Celnej „Rutki”
- komisariat Straży Celnej „Lipówka”
- komisariat Straży Celnej „Bakałarzewo”
- komisariat Straży Celnej „Filipów”
- komisariat Straży Celnej „Przerośl”